# División de matas

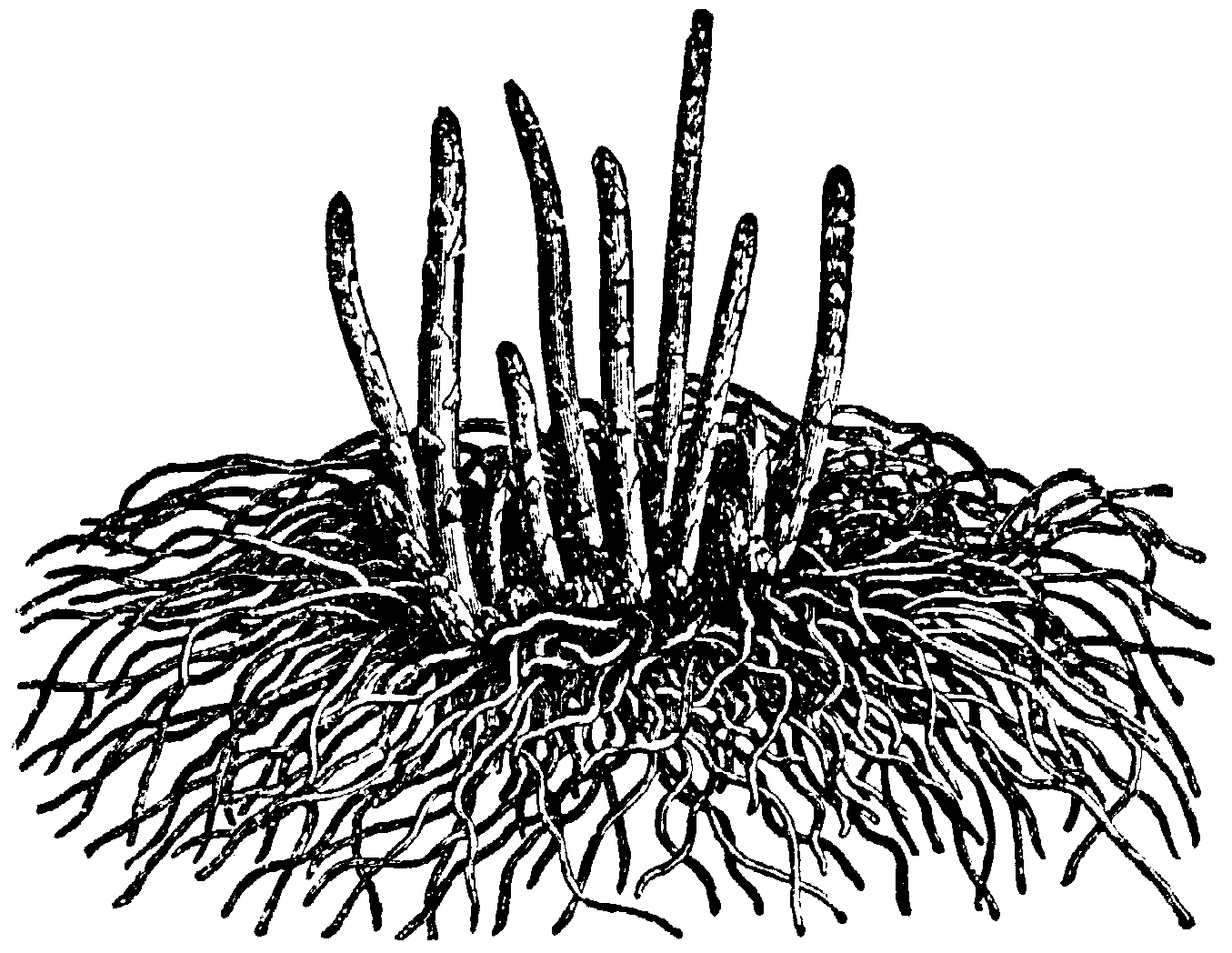
Las matas de esparraguera se pueden dividir o bien reproducir por semillas.

En agricultura y jardinería, la división de plantas o división de mata, es un método de propagación botánica mediante reproducción asexual. Generalmente, la división se aplica a las plantas herbáceas y perennes, rompiéndose en dos o más partes. Tanto la raíz como la copa de cada parte se mantienen intactas y quedan funcionales.

## Técnica
Esta técnica es de origen muy antiguo y se ha usado desde hace mucho tiempo para propagar bulbos, como el ajo y el azafrán. También es habitual en la propagación de la alcachofera y a veces de la patata, cortando el tubérculo en trozos. Algunas plantas aromáticas como el tomillo se pueden multiplicar también por división de mata.
Una copa se puede dividir en trozos más pequeños usando una horca, un azadón, un cuchillo o las manos. La herramienta utilizada depende de las dimensiones de la planta involucrada. Se desarrollan con solo la copa las plantas de los géneros Linum, Sedum y Chrysanthemum. Las plantas anuales y bienales no se prestan a este procedimiento, ya que su vida útil es demasiado corta.
Si la planta que se divide experimenta un periodo de dormancia se dividirá justo antes de reiniciar el crecimiento. Si la planta es de hoja persiste la división debería hacerse a principios de primavera o desde finales de otoño a finales de invierno en los climas más suaves. Las hojas de las plantas divididas se deben recortar en un tercio para evitar la pérdida de agua y el marchitamiento mientras se desarrollan los nuevos brotes.
La división de raíces es una práctica común en el cultivo de árboles y de algunos arbustos. Las raíces que desarrollan yemas son las que se encuentran más cerca de la superficie del suelo.
En jardinería la división se hace a pequeña escala, ya que la mayoría de la propagación comercial se realiza a través del cultivo de tejidos vegetales.